# Château de la Thibaudière
Le château de la Thibaudière est un château situé à Montreuil-Juigné, en France.

## Localisation
Le château est situé dans le département français de Maine-et-Loire, sur la commune de Montreuil-Juigné.

## Historique
L'édifice est inscrit au titre des monuments historiques en 2005.